# Wolny obszar celny w Gdańsku

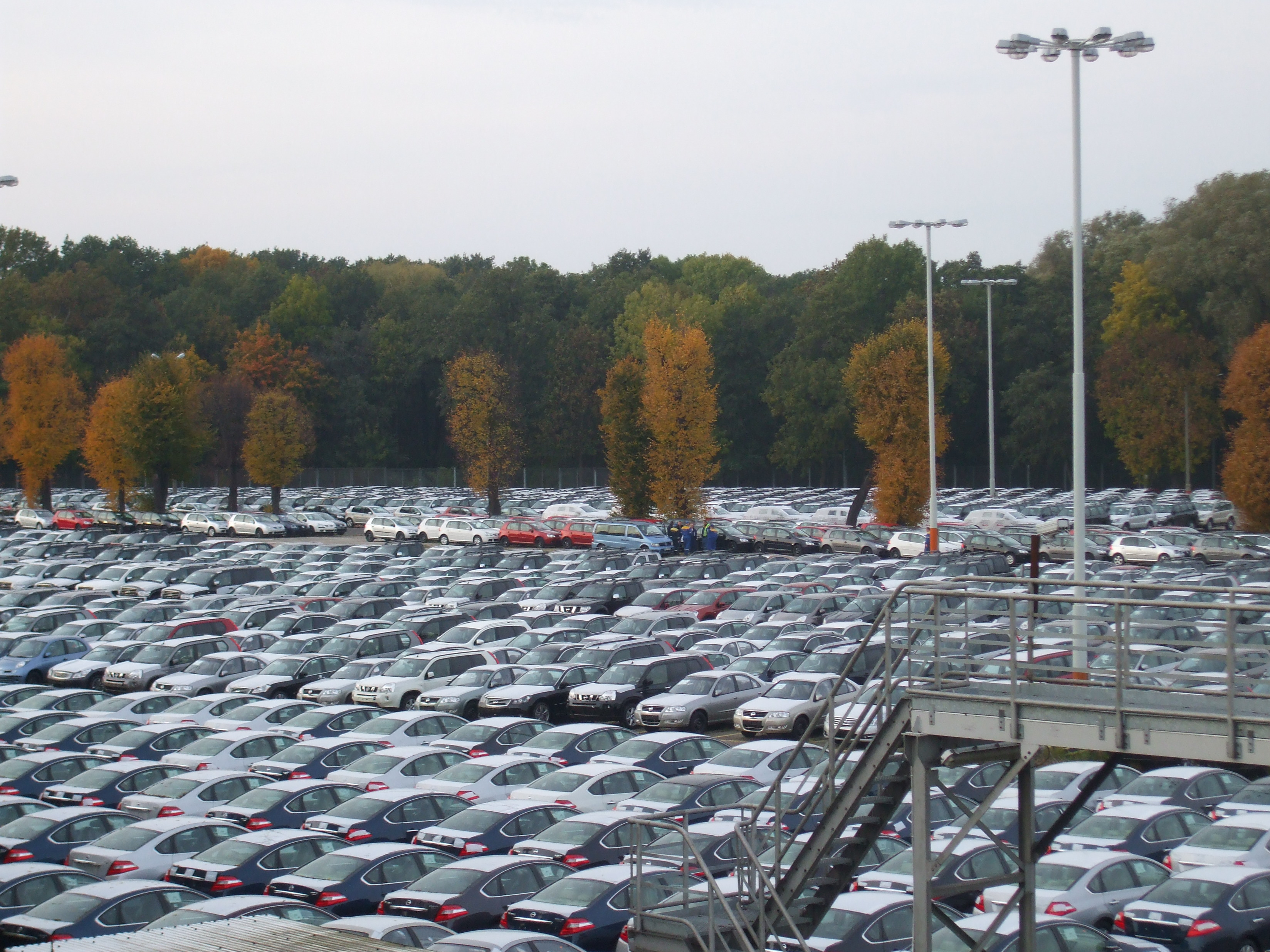
Wolny obszar celny w Gdańsku

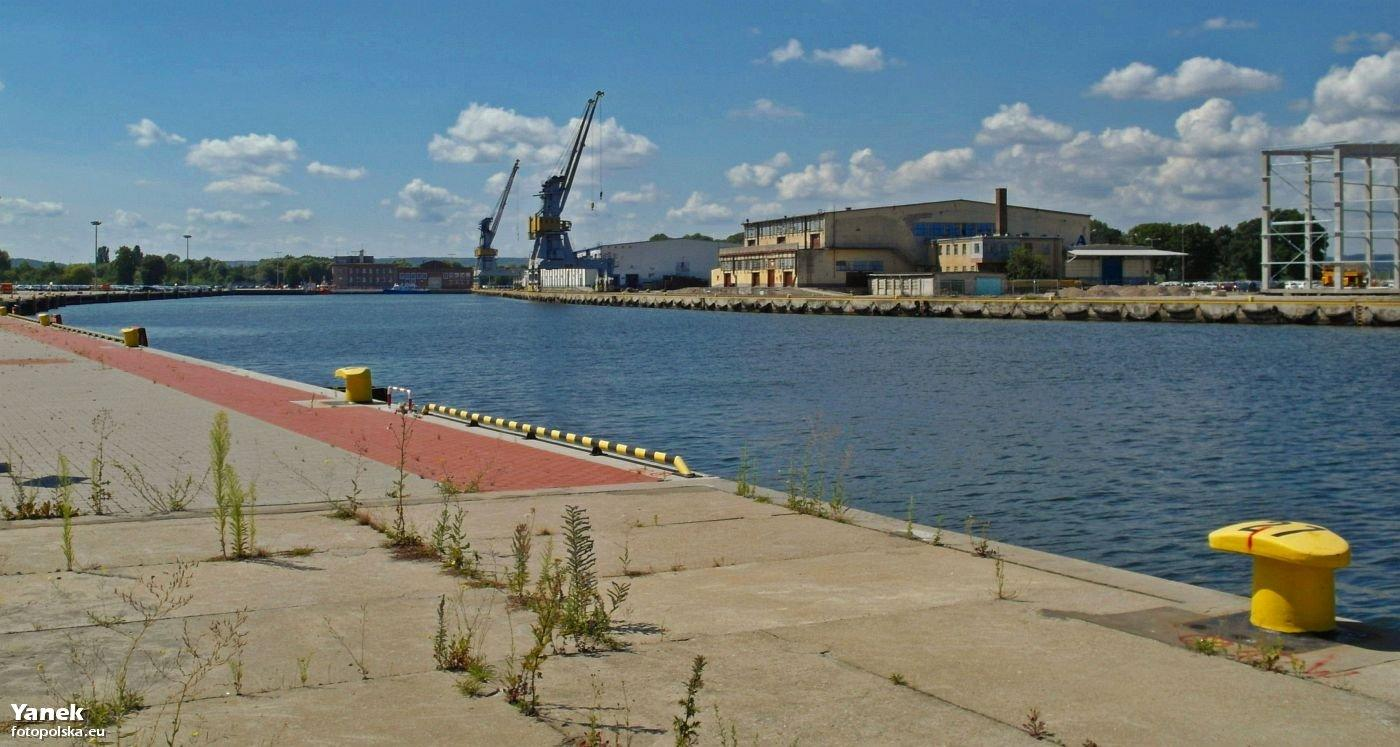
WOC, Basen Władysława IV

Wolny obszar celny w Gdańsku (zwany w skrócie „WOC”) – wyodrębniona strefa (wolny obszar celny) w porcie morskim Gdańsk, gdzie obowiązuje jednolity system celny. Powierzchnia całkowita obszaru wynosi 58,5 ha.

## Charakterystyka
Leży w obrębie dzielnicy Nowy Port i graniczy od zachodu z Parkiem Brzeźnieńskim. WOC obejmuje całkowicie portowy Basen Władysława IV (z nabrzeżami WOC I i WOC II) w porcie wewnętrznym, nieopodal wejścia do Kanału Portowego.